# 涅吉·史普林菲爾德
涅吉·史普林菲爾德（日語：ネギ・スプリングフィールド）是日本漫畫家赤松健所著的漫畫作品《魔法老師》的男主角，是一個年僅10歲就從魔法學校畢業的優等生兒童，以有著「千咒法師」（Thousand Master）稱號的父親納吉·史普林菲爾德（Nagi Springfield）為目標，成為偉大魔法師。曾任麻帆良學園女子中學部(國中部)2-A&3-A班小小導師。
在《魔法老師》華人讀者群中，由於「涅吉」（Negi）與日語「蔥」同音，涅吉經常被稱為「蔥頭（於台灣讀者群流行）」或「蔥仔（於香港讀者群流行）」，《魔法老師》被簡稱為「魔蔥」。
日本漫畫家春場蔥筆名源自涅吉。

## 人物資料
姓名：涅吉·史普林菲爾德（英文名：Negi Springfield）
出生日期：1993年或1994年（詳見下文）
星座：金牛座
血型：AB型
喜歡的東西：姐姐（涅佳涅·史普林菲爾德）、花茶、古董（手杖）
討厭的東西：洗澡、一個人睡覺、說父親壞話的人
特殊能力：魔法（風系、雷系、光系、暗系）、中華武術（八極拳、八卦掌）
所屬：麻帆良學園本校女子中等部教育實習生。2003年4月2日正式成為麻帆良學園本校女子中等部教師及3年A班導師，任教科目為英語。擔任麻帆良學園本校女子中等部3-A班的導師、涅吉魔社（ネギま部）精神領袖，至2004年3月3日止。
備註：梅爾帝亞納魔法學校2002年度第一名畢業生

## 人物紀事
本作品的男主角，虛歲10歲的魔法師，出生於英國威爾斯。他在梅爾帝亞納魔法學校修行7年，於2002年度畢業。為了成為「偉大的魔法師」，他於畢業當日被魔法學校指派到麻帆良學園擔任教師，同時也正在尋找盛傳已經於10年前死亡的爸爸納吉，另外他亦在校內探索著作為「魔法師的夥伴」的女性搭擋。他堅信納吉還活著，最後他確實找到依然活著的納吉。
同時具有成熟與孩子氣的性格，被戲弄生氣了就會魔力暴走（失控）。 
抵達麻帆良學園以後，依據校長(學園長)近衛近右衛門的指示，住在女生宿舍木乃香和明日菜的房（643號室）；後來將房間的某個角落裏面的閣樓改造成了自己的小空間。 
打噴嚏的時候會導致「風花·武裝解除」魔法失控，讓周圍颳起一陣怪風，主要效果為掀起女性的裙子、吹飛女性的衣物。
超級討厭洗澡，尤其討厭洗頭，甚至試過連續兩個星期都沒有洗澡。曾經兩次被明日菜拖去洗澡：一次是他悄悄向木乃香說他不喜歡洗澡，被明日菜聽到，明日菜立即拖他去大澡堂洗澡；另外一次是被明日菜聞到頭髮因沒有洗頭而散發的怪味，被明日菜拖去一起洗澡。
能夠在三個禮拜之內學懂日語。
因為父母不在身邊，從小到大都是姐姐涅佳涅撫養他。
害怕黑夜，住在麻帆良學園期間每個夜晚都躲在棉被裡偷哭，而且明日菜知道此事。
在故事進行中，成長非常驚人，不管是毅力、魔法技術、忍耐力、戰術運用上，甚至已經有牛津大學畢業的英語能力等等，都已經超越了平常的小孩，似乎在很多方面都有相當的天賦。他以超齡的表現努力追尋父親的軌跡，表現較好時會讓人覺得「他很了不起」，表現較差時會讓人覺得「他只是個小孩」而原諒他。
基本上他是一個正直、純真又善良的人，而且凡事都非常努力且認真；但是為了追尋父親的身影，常常忽略了他身邊所關心他的人，也時常傷害到自己。明日菜、剎那、依文潔琳與千雨皆曾為此訓斥過他，明日菜最常罵他「笨蛋涅吉」（バカネギ）。他身邊的人容易感覺到他的聰明、可愛、努力與可靠；即使有時他不太可靠，他畢竟還是個小孩，弱點容易被原諒，優點容易被注意、甚至被放大，這就是正太的萌。他所持的手杖是納吉親手送的，全長1.5m。
外表可愛，總共被設計扮偽娘3次：在2003年麻帆良祭第一天，被美砂設計扮成「迷你裙風狐狸女孩」；在2003年9月2日放學後無人的教室裡與綾香會面時，被卡摩設計穿水手服；在與美砂、圓、櫻子、明日菜及阿妮亞一同當蒔繪的啦啦隊時，被設計穿女用啦啦隊服。
明日菜從沉睡中甦醒後所看到的涅吉墓碑記載，涅吉於1993年5月2日出生、於2065年6月12日死亡，享年72歲。但赤松健在《魔法老師》單行本第38集的裡封面說，單行本第2集曾經提到涅吉於1994年出生，「這一集的設定是正確的，請把其他不同的當成錯誤的資料。」
在《悠久持有者》中已被控制，目前以反派身份登場，男主角近衛刀太是他的複製人。

## 魔法技能
依依文潔琳對涅吉所說：『魔法師的戰鬥風格分為兩種，一種是擔任後衛、前方交給從者戰鬥、在後方使用強力的術式的「魔法師」；另一種是擔任前衛、站在前線與從者一起戰鬥、重視速度、使用格鬥和魔法的「魔法劍（拳）士」。』涅吉最後選擇「魔法劍（拳）士」。
啟動魔法的咒語為「拉斯·泰爾·馬·斯吉爾·馬吉斯泰爾（ラス・テル マ・スキル マギステル）」，這是他從魔法學校畢業時想出來的自己專用咒語，但在使用簡單的魔法時可以省略。
得意的魔法是風系魔法和雷系魔法，而且大半都是靠自學；光魔法也會一點。
使用的風系魔法有『風花·武裝解除』、『戰鬥之歌』、『風花‧風塵亂舞』、『魔法射手‧訓誡風矢』、『風花旋風‧風障壁』。
使用的雷系魔法有『魔法射手‧雷箭』、『白色雷電』、『雷之斧』、『千之雷』、『雷電風暴』、『雷電投擲』、「雷神槍『巨神殺手』」（將「千之雷」與「雷電投擲」結合）、「巨神殺手『暴風的螺旋槍』」（將「雷電風暴」與「雷電投擲」結合）、『魔杖雷鉾槍化』。
使用的光系魔法有『魔法射手·光箭』。
使用的火系魔法有『奈落的業火』。
見識過依文潔琳的力量後拜她為師，同時向古菲學習中國功夫，花3小時就能夠達到一般人花一個月的修行程度，並將古菲傳授的拳法與魔法結合成為獨創招式「櫻華崩拳」、「雷華崩拳」、「風華崩拳」、「獄炎崩山托天掌」、「霸王浙江」。在麻帆良祭中，從小太郎處學得「瞬動術」，之後又經由修練學會「虛空瞬動」。
在魔法世界裡，經過傑克·拉坎的協助，學會了依文潔琳百年前用的禁忌之術──「黑暗魔法」。
習得黑暗魔法後，涅吉展現出開發新術式的天份，除了「夜晚與黑暗型態」、術式武裝的「疾風迅雷」、「獄炎煉我」外，尚創出「雷速瞬動」、「雷天大壯」、「雷天雙壯」及「敵彈吸收陣」（敵彈吸收陣原型為黑暗魔法的終極技法「太陰道」，無論是「氣」或「魔力」均能完全吸收為己用；依文潔琳曾想將此技法完成，但考慮到開發困難度與投資報酬率後放棄）。依文潔琳與拉坎均認為：比起戰鬥，涅吉更擅長、也更適合開發新咒文與新術式。

## 人際關係
教養良好，待人溫和有禮，年僅十歲卻已有紳士風範。不過對戀愛毫無感覺，曾自言還不知道戀愛是怎麼一回事，致使他常常做出令周遭女性臉紅心跳的發言與舉動；千雨認為他：「未來一定會讓許多女生哭泣，而且本人完全無自覺。」明日菜當面告誡他：「不能讓女孩子哭泣喔！」
涅吉於擔任2年A班導師首日即廣受全班同學喜愛，是全班最年幼的人，常被全班同學捉弄到畢業，尤其完全對明日菜沒輒。
涅吉小時候常跟阿妮亞比身高，阿妮亞常常協助涅吉潛入魔法學校禁咒書庫以自學魔法。
跟原2-A導師高畑·T·隆道很早以前就認識。隆道卸任2-A導師之後，涅吉接任2-A導師。隆道希望跟涅吉成為對等的朋友，因此他是少數涅吉會直呼其名的長輩。
在京都修學旅行期間，第一次遇到年齡與自己相當的敵人——小太郎；後來小太郎前往麻帆良學園警告涅吉有危險，從此兩人變成互相勉勵成長的好友。
涅吉首次踏入麻帆良市時初次與明日菜相遇，卻因涅吉的一次打噴嚏與一次施錯魔法導致「風花·武裝解除」使明日菜的只穿內衣的樣子（打噴嚏時）與裸體的樣子（施錯魔法時）被高畑看光，再加上明日菜很討厭小孩，兩人對彼此的印象並不好。但隨著劇情發展，兩人雖然偶爾會有不合，但是感情深厚。
在涅吉私自前往學園橋與依文潔琳及茶茶丸對戰時，明日菜未告知涅吉即強吻涅吉，以率先與涅吉訂立暫定契約；涅吉因初吻被明日菜奪走而錯愕，但明日菜笑著向涅吉表示這次不算初吻。
因明日菜長相酷似涅佳涅，涅吉常常睡迷糊——跑到明日菜床上與她共眠，或是睡前親明日菜臉頰表示道晚安；2003年麻帆良祭前第15日，明日菜睡前索性主動向他邀約共眠，理由是之前她不知道他害怕夜晚。
木乃香無意間看到明日菜的契約卡片後相當羨慕，因為她喜歡蒐集塔羅牌之類的卡片。木乃香聽說「必須跟涅吉接吻才能得到卡片」後，相當大方地主動親吻涅吉，並未把涅吉當成異性、而是當作弟弟看待。
被和香告白後手足無措；但事後他被問到是否有喜歡的女生時，他一想到和香就會臉紅，可見和香在他心中已有一定份量。
京都修學旅行時見識到依文潔琳的真正實力，返回麻帆良後便要求拜依文潔琳為師；同時亦向古菲拜師學習武術。
無意間讓亞子與圓看到他與小太郎變身成大人的樣子，不得已只好自稱是涅吉的親戚「納吉」。
在麻帆良祭中見識到真名的實力而大為折服，從此稱呼真名為「龍宮隊長」。
曾搞丟依文潔琳贈送給他的魔法戒指，在晶的幫助下順利取回；由於晶展現出令武道四天王眼睛也為之一亮的怪力，從此晶在涅吉眼中變成「非常溫柔的大力士」。
相當信賴與尊敬千雨，每天都會上網瀏覽千雨的網站，曾說希望千雨能一直待在他身邊。
阻止超鈴音的計畫後，說希望與超一起努力成為「高強的魔法師」，被超指責這是只能對「未來伴侶」說的話。
與涅吉簽下暫定契約的夥伴有：明日菜、剎那、木乃香、和香、春奈、夕映、千雨、和美、楓、古菲、茶茶丸、亞子、裕奈、蒔繪、栞、綾香、千鶴、晶。在3-A慶祝畢業的派對時，涅吉不小心打噴嚏把全班同學的衣服剝光，全班同學（依文潔琳與茶茶丸除外）都迅速使用契約卡叫出契約道具打飛涅吉，推算全班都訂下暫定契約了。
與海勒斯帝國第三公主戴奧托拉訂下暫定契約後獲得契約卡，從者道具能力為可使用涅吉的契約夥伴們的道具。
大戰結束後，菲特接受涅吉提出的代替方案（行星地球化），涅吉為魔法世界的未來奔波；菲特則代理3年A班導師，任教科目同樣是英語。2004年3月3日，涅吉與3年A班全班同學一起畢業。
在2003年9月2日放學後無人的教室裡，涅吉與綾香訂下暫定契約，綾香吻得非常用力，暫定契約系統產生逆流，讓涅吉嚇得翻白眼及抽搐，涅吉的暫定契約卡跑出來；這可說是涅吉與周遭女性訂下暫定契約的經驗中，最令涅吉感到痛苦的一次。
有「真命天女」（即喜歡的女孩），但他只願向明日菜明講是誰；從明日菜的反應來看只能確定「真命天女」不是明日菜。后来赤松健在《悠久持有者》的動畫訪談和第138話公布，涅吉的「真命天女」是千雨。
根据《悠久持有者》第140话得知，完美结局世界线中，涅吉最终与千雨结婚。